# 那不勒斯之围 (1191年)
那不勒斯之围是在1191年神圣罗马帝国亨利六世皇帝以妻子科斯坦察皇后的王位宣称权为由意图征服西西里王国的远征期间的一次围城战。三个月后，亨利因疾病遭大损而放弃远征；在他撤退后，西西里人发起反击，大体收复了他的占领区，并俘虏了科斯坦察皇后。皇后在进攻战中被俘，在战争史上尤为罕见。

## 背景
西西里国王古列尔莫二世没有孩子，他指定他最后的合法继承人他的姑妈科斯坦察公主和她的丈夫、腓特烈一世皇帝的在世长子亨利六世皇帝为他的继承人。然而，1189年古列尔莫死后，诺曼官员不想被德国人统治，于是他们推举古列尔莫的私生堂兄莱切伯爵坦克雷迪为他们的新国王，教宗克勉三世认可了他。王位的另一位候选人安德里亚的鲁杰罗支持科斯坦察和海恩里希，但在1190年伏诛；海恩里希决心继承西西里王位，但他的计划因父皇驾崩而推迟。
1191年4月，海恩里希和科斯坦察在罗马被教宗雷定三世加冕为亨利六世皇帝和皇后，在忠诚的比萨舰队的支持下，他们发起了一次远征，试图从坦克雷迪手中夺走西西里的王位。同月，英格兰国王理查一世和法兰西国王腓力二世拒绝援助新盟友坦克雷迪，踏上了十字军东征之旅。
西西里王国的北部城镇包括最早的诺曼人据点卡普亚和阿韦尔萨，以及索雷拉、阿蒂纳和泰亚诺都开门迎接亨利；方迪的里卡多、莫利塞的鲁杰罗和卡塞塔的古列尔莫都投靠了皇帝。为了得到比萨舰队的支持，亨利更新了他们之间的协议，在比萨的协助下，他包围了聚集了西西里军队的那不勒斯。

## 围城
5月1日，德军到达了富有而强大的那不勒斯，在那里亨利六世从其守将阿利格诺·科托内和坦克雷迪的妻兄弟阿切拉的里卡多处在这场战役中第一次遭到了抵抗。
在围攻期间，西西里王国的大陆都城萨莱诺表态欢迎亨利，并邀请科斯坦察住在她父亲鲁杰罗二世的旧宫殿避暑，并接受医生对她身体虚弱的治疗。萨莱诺大主教阿耶洛的尼科洛逃到那不勒斯。里卡多受伤后，尼科洛接手那不勒斯的防务。那不勒斯的防御工事很坚固，足以抵挡反复的攻击；布林迪西的马加里托指挥着一支由72艘战舰组成的舰队，也来救援，并成功拦住了比萨海军，从而保持港口通道畅通，这样城市的补给线就不会被切断。那不勒斯的市民们英勇地守城，甚至令亨利感动。
经过三个月或六个星期的围攻之后，8月15日，因亨利六世向热那亚求援并做出承诺，热那亚派出了33艘战舰，但为时已晚，马加里托差点摧毁了这些战舰；与此同时，德军还遭受了高温、疟疾、痢疾、霍乱和其他流行病的侵袭，这些疾病又因潮湿的空气和供应短缺而加剧。波希米亚公爵康拉德二世和科隆大主教菲利普一世在围城期间死于疾病，亨利六世皇帝也病倒了。也参与了围攻那不勒斯的韦尔夫的海恩里希逃回德国，谎称皇帝已经驾崩，并试图强调自己可能继位。雷定三世也支持海恩里希的父亲狮子亨利。尽管亨利六世康复了，但他下令在8月24日解除对那不勒斯的围攻，仅将科斯坦察和一小股驻军留在萨莱诺，以示他可能重返，同时在所有最重要的城镇派驻了其他的帝国驻军。
只有十分之一的德军生还。

## 后果
西西里军队迅速向德军发起反击，收复了他们的领土；里卡多离开那不勒斯，攻打卡普亚，在那里，他屠杀了吕策尔哈德的康拉德统领下留驻的德军，然后在韦纳夫罗围攻莫利塞的鲁杰罗，然后包围了圣杰马诺（现改名为卡西诺），最后包围了卡西诺山修道院。向德国人投降的城市重新向坦克雷迪投降，以重新赢得他的好感。萨莱诺就是其中之一，其民众在收到尼科洛的来信后就倒戈攻击科斯坦察，后来被杰苏亚尔多的埃利亚和马加里托率领的西西里军队阻止。在陪同她的德军获准安然离开的条件下，科斯坦察离开萨莱诺，被俘虏送交在墨西拿的坦克雷迪。
亨利和他的弟弟康拉德、菲利普设法回到了德国，而他的将领迪波德也成功地从拉沃罗的桥头堡保卫了后方，因为坦克雷迪太犹豫了，他错过了全歼入侵军队的机会。9月20日，亨利热那亚得知妻子被俘。西西里人重新收复了包括卡普亚在内的被亨利征服的地区。但是退到米兰的亨利仍然控制着卡西诺山、索拉和罗卡达尔切。
终究坦克雷迪保住了自己的地位，德军入侵被击败，竞争者科斯坦察皇后被俘。坦克雷迪无意杀害皇后，将她关在四面环水的蛋堡，以期以她作为人质换取亨利六世同意停战。1192年，坦克雷迪因马加里托之功任命他为第一任马耳他伯爵，这可能包括了他意外俘获皇后之功。
但从长远来看，这场胜利收效甚微。1192年，坦克雷迪为了获取雷定三世的承认，在其压力下被迫将科斯坦察交给他，因后者想充当他与亨利六世之间的调解人，科斯坦察在途中被德国士兵拦截并解救；他自己将于1194年亨利六世开始第二次远征并最终征服了他的王国前数月驾崩，那时阿利杰诺将毫无抵抗地献出那不勒斯。